# Savanna (Illinois)
Savanna is een plaats (city) in de Amerikaanse staat Illinois, en valt bestuurlijk gezien onder Carroll County.

## Demografie
Bij de volkstelling in 2000 werd het aantal inwoners vastgesteld op 3542. In 2006 is het aantal inwoners door het United States Census Bureau geschat op 3261, een daling van 281 (-7,9%).

## Geografie
Volgens het United States Census Bureau beslaat de plaats een oppervlakte van 7,0 km², waarvan 6,8 km² land en 0,2 km² water. Savanna ligt op ongeveer 183 m boven zeeniveau.

## Plaatsen in de nabije omgeving
De onderstaande figuur toont nabijgelegen plaatsen in een straal van 16 km rond Savanna.